# Mercœur, Corrèze
Mercœur (okcitansko Mércuer) je naselje in občina v južnem francoskem departmaju Corrèze regije Limousin. Leta 1999 je naselje imelo 267 prebivalcev.

## Geografija
Kraj leži v pokrajini Limousin ob reki Maronne, 39 km jugovzhodno od Tulleja.

## Uprava
Mercœur je sedež istoimenskega kantona, v katerega so poleg njegove vključene še občine Altillac, Bassignac-le-Bas, Camps-Saint-Mathurin-Léobazel, La Chapelle-Saint-Géraud, Goulles, Reygade, Saint-Bonnet-les-Tours-de-Merle, Saint-Julien-le-Pèlerin in Sexcles z 2.552 prebivalci.
Kanton Mercœur je sestavni del okrožja Tulle.
1. ↑  »Populations légales 2016«. Nacionalni inštitut za statistične in gospodarske raziskave. Pridobljeno 25. aprila 2019.